# Pyrausta sanguinalis
Pyrausta sanguinalis ist ein Schmetterling aus der Familie der Crambidae.

## Merkmale
Die Falter erreichen eine Flügelspannweite von etwa 18 bis 20 Millimeter (bzw. eine Vorderflügellänge von 8 bis 9 Millimeter.) Die Vorderflügel sind in der Grundfarbe gelb gefärbt. Die Vorderflügel weisen zwei purpurrote oder auch rosarote bis leicht violettrote Querbinden auf, die in etwa als mediane Querlinie und als Submarginallinie (Wellenlinie) anzusprechen sind sowie einen ebenso gefärbten Kostalrand. Der schmale Farbbereich des Kostalrandes zieht sich aber nur bis zur medianen Querbinde. Die Querbinden variieren in der Breite, dabei kann die Submarginallinie praktisch das gesamte Saumfeld einnehmen. Die mediane Querlinie gabelt sich vor dem Kostalrand auf. Die Gabel und der rot gefärbte Vorderrand schließen einen hellen Fleck ein. Allerdings kann der äußere Ast der Gabel unvollständig sein, und der gelbe Fleck hat eine Verbindung zum äußeren gelben Feld. Die Fransen sind hell, grau, oder auch dunkelgrau.
Die Raupe ist grünlich grau, gelegentlich auch rötlich gefärbt und besitzt weißliche Längslinien. Der Kopf ist hell gefärbt.

## Geographische Verbreitung und Lebensraum
Die Art ist in Europa zwar weit verbreitet, jedoch immer sehr lokal und daher meist selten bis sehr selten. Im Norden reicht das Areal bis Südschweden und Südnorwegen und Finnland, im Westen ist die Art auf die Küstenregionen des westlichen Irland, Nordirland, Nordwales und die Isle of Man beschränkt. Im Osten zieht es sich über Sibirien bis in die Mongolei, den Russischen Fernen Osten und Japan. Im Süden erstreckt sich das Verbreitungsgebiet von der Iberischen Halbinsel, Nordafrika, über Kleinasien, das Kaukasusgebiet bis nach Nordindien.
Die Art bevorzugt trockene, warme, grasige Hänge, buschige Lehnen und Steppen. In Nordirland, Irland, Nordwales und der Isle of Man ist die Art auf kalkigen Untergrund beschränkt. Sie kommt dort in Sanddünensystemen mit zwar artenreicher Flora aber spärlichem Bewuchs vor.

## Lebensweise
Pyrausta sanguinalis bildet in Mitteleuropa zwei Generationen im Jahr. Die tag- und nachtaktiven Falter fliegen im Mai/Juni und Juli/August. Sie kommen nachts auch an künstliche Lichtquellen. Im Norden des Verbreitungsgebietes (Nordirland) wird nur eine Generation im Jahr ausgebildet. Die Raupen leben in einem röhrenartigen Gespinst am Boden oder auch zwischen den Blüten von folgenden Nahrungspflanzen:
- Langhaariger Thymian (Thymus praecox subsp. polytrichus)[7]
- Sand-Thymian (Thymus serpyllum)[2]
- Rosmarin (Rosmarinus officinalis)[2]
- Salbei (Salvia)[2]

Die Raupen der zweiten Generation überwintern und verpuppen sich im Frühjahr in einem Erdkokon.

## Systematik und Taxonomie
Das Taxon wurde 1767 von Carl von Linné als Phalaena Pyralis sanguinalis erstmals wissenschaftlich beschrieben. Der Typus stammte aus "Lusitania" (= Portugal) und wird in der Sammlung der Linnean Society in London aufbewahrt.

## Gefährdung
Der derzeitige Gefährdungsstatus von Pyrausta sanguinalis ist in nur zwei deutschen Bundesländern erfasst. In Baden steht sie in Kategorie 1 (= vom Aussterben bedroht) und in Bayern in Kategorie 3 (gefährdet).